# Autoroute A211
Die Autoroute A 211 ist eine 3,5 km lange französische Autobahn und verbindet die südlichen Vororte von Lens und Avion miteinander. Die beidseitig zweispurig ausgebaute Straße stellt die Verbindung zwischen der A 21 und der N 17 her. 1975 wurde mit dem Bau der Straße begonnen, seit 1981 ist sie als Autobahn klassifiziert. 